# Burton L. Mack
Burton L. Mack foi professor da disciplina "Origens do Cristianismo" na Escola de Teologia de Claremont (Califórnia), e membro do Jesus Seminar. Escreveu livros como: "O Evangelho Perdido: o Livro de Q e as Origens Cristãs", publicado em 1993.

## Obra
Segundo esse estudioso, logo após a morte de Jesus existiam cinco diferentes tipos de seguidores, além de sua família:
1. A Comunidade de Q que produziu o Evangelho Q, que era uma coleção de frases proverbiais;
2. Aqueles que produziram as histórias e pronunciamentos que dariam origem ao Evangelho segundo Marcos;
3. Os que produziram o Evangelho de Tomé
4. Aqueles que produziram os relatos de milagres que seriam narrados no Evangelho segundo Marcos;
5. Aqueles a que Paulo de Tarso se referiu na Epístola aos Gálatas.

Nenhum desses grupos iniciais descrevia Jesus como o Cristo ou de si mesmos como uma igrejas cristãs.
Mack sustenta que a Fonte Q seria de extrema importância para investigação sobre o Jesus Histórico e sobre os primeiros continuadores de sua missão ("movimento de Jesus").
Ele afirma que: 
| “ | [...] uma leitura atenta de Q nos permite lançar luz sobre aqueles primeiros seguidores de Jesus. Podemos vê-los na estrada, no mercado, em suas casas. Podemos ouvi-los conversando sobre a melhor conduta; podemos ter uma ideia do espírito do movimento de suas atitudes perante o mundo. Uma noção de seus objetivos pode ser delineada a partir de suas sutis mudanças de comportamento em face a outra os grupos, num período de cerca de duas ou três gerações de vigorosa experimentação social. É um vívido retrato. E está completo o bastante para reconstruir a história do que aconteceu entre o tempo de Jesus e a emergência dos evangelhos narrativos que mais tarde dariam à igreja cristã sua versão oficial dos primórdios do cristianismo. | ” |

Segundo Mack, a descoberta de Q poderia abalar "o retrato convencional das origens cristãs", pois tal Fonte não sustentaria o entendimento segundo o qual, Jesus seria um messias judaico que teria como objetivo reformar o judaísmo. Isso porque, tal Fonte sustentaria que os primeiros discípulos não encaravam Jesus como um messias nem como o Cristo, não entendiam seus ensinamentos como anti-judaicos, não viam sua morte como um evento divino, trágico ou redentor, e não acreditavam que ele teria ressuscitado dos mortos para governar um mundo transformado. Na verdade, tal Fonte apresentaria Jesus como um mestre cujos ensinamentos tornaram possível viver com vigor em tempos turbulentos, portanto, seus primeiros seguidores não se reuniam para fazer cultos em seu nome e nem o veneravam como um Deus, como se poderia concluir a partir das leituras das Epístolas de Paulo.

Mack parte de premissa de que a Fonte Q seria o verdadeiro "Evangelho Perdido", que não traria o mesmo retrato dos primeiros seguidores de Jesus que foi, posteriormente fornecido evangelhos canônicos, que seriam os responsáveis pela construção dos mitos cristãos, nessa perspectiva, Mack sustenta que Jesus seria alguém mais semelhante a um mestre cínico do que a um "cristo salvador" ou a um messias com um programa para a reforma da sociedade e a religião judaica da época do Segundo Templo, entretanto, como os evangelhos narrativos valorizaram excessivamente seu martírio, ocorreu uma mudança drástica no perfil dos seguidores de Jesus.

## Publicações selecionadas

### Livros
- Mack, Burton L. (1986). Wisdom and the Hebrew Epic: Ben Sira's Hymn in Praise of the Fathers. Col: Chicago Studies in the History of Judaism. Chicago, IL: University of Chicago Press. ISBN 9780226500492. OCLC 12103912
- ——— (1988). A Myth of Innocence: Mark and Christian Origins. Philadelphia, PA: Fortress Press. ISBN 9780800621131. OCLC 16683374
- ——— (1989). Patterns of Persuasion in the Gospels. Col: Foundations & facets - Literary facets. Sonoma, CA: Polebridge Press. ISBN 978-0-944344-08-8
- ——— (1990). Rhetoric and the New Testament. Col: Guides to Biblical Scholarship - New Testament series. Minneapolis, MN: Fortress Press. ISBN 9780800623951. OCLC 19970940
- ——— (1993). Lost Gospel: The Book of Q & Christian Origins 1st ed. San Francisco, CA: HarperSanFrancisco. ISBN 978-0-06-065374-3. OCLC 26262429
- ——— (1996). Who Wrote the New Testament?: The Making of the Christian Myth. San Francisco, CA: HarperSanFrancisco. ISBN 0-06-065518-6. OCLC 32396578 - The gospels as narratives created by various communities.[4]
- ——— (2001). The Christian Myth: Origins, Logic, and Legacy. New York, NY: Continuum. ISBN 978-0-8264-1355-0
- ——— (2017). The Rise and Fall of the Christian Myth: Restoring our Democratic Ideals. New Haven & London: Yale University Press. ISBN 9780300222890. OCLC 953985622

### Editado por
- ———; Greenspahn, Frederick E.; Hilgert, Earle, eds. (1984). Nourished with Peace: studies in Hellenistic Judaism in memory of Samuel Sandmel. Col: Homage series. Chico, CA: Scholars Press. ISBN 9780891307402. OCLC 10507442